# 傑克·布魯斯班克
傑克·克里斯多福·史坦普·布魯斯班克（英語：Jack Christopher Stamp Brooksbank，1986年5月3日—）是一位英國市場營銷主管，查理斯三世的侄女尤金妮公主的丈夫。

## 早年生活與家庭背景

布魯斯班克從男爵紋章：藍底配金色邊框，內有兩道銀色波浪條紋。紋章頂飾：一隻金色鹿角的銀色雄鹿頭，頸部飾有兩道藍色波浪條紋。

1986年5月3日，布魯斯班克在倫敦蘭貝斯的聖托馬斯醫院出生，並在威靈頓軍營的近衛軍禮拜堂受洗。他是伊頓公學校友、公司董事兼特許會計師喬治·愛德華·休·布魯斯班克（George Edward Hugh Brooksbank，1949–2021）的長子，母親妮可拉（Nicola，生於1953年）是亞瑟·霍蘭德爵士（Sir Arthur Holland，1843–1928）與第二代從男爵弗雷德里克·查爾頓·梅里克爵士（Sir Frederick Charlton Meyrick）的曾孫女。他是布魯斯班克從男爵爵位的潛在繼承人。  
透過第二代萊斯特伯爵托馬斯·科克的血緣，布魯斯班克與尤金妮公主是遠房表親。他的曾祖父約翰·傑克·斯賓塞·科克爵士（Sir John Jack Spencer Coke）曾任喬治六世的禮賓官及伊利沙伯二世的額外禮賓官，而他的姨丈公則是第三代達爾澤爾的漢密爾頓男爵。傑克有一名同樣畢業於伊頓公學的弟弟托馬斯。

## 求學與職業生涯
布魯斯班克就讀於白金漢郡的斯多中學，後進入布里斯托大學但未完成學位。他在酒吧行業的第一份工作是調酒師，之後成為倫敦梅菲爾區夜店馬希基酒吧的總經理，該夜店曾是他妻子表兄威廉王子與哈利王子年輕時常造訪的地方。他後來擔任卡薩明戈龍舌蘭酒的品牌大使，據報導他還擁有自己的葡萄酒批發業務。2022年，他開始在葡萄牙為房地產開發商麥可·梅爾德曼的探索土地公司（Discovery Land Company）從事市場營銷、銷售與推廣工作。

## 婚姻與家庭
2011年，布魯斯班克開始與約克公爵安德魯王子和約克公爵夫人莎拉的小女兒約克的尤金妮公主交往。兩人相識於2010年，當時布魯斯班克24歲，尤金妮公主20歲。2018年1月22日，白金漢宮的約克公爵辦公室宣布了兩人的訂婚消息。2018年4月，這對情侶從他們在聖詹姆斯宮的住所搬到了肯辛頓宮內的常春藤小屋。他們的婚禮於2018年10月12日在溫莎城堡的聖喬治禮拜堂舉行。與媒體猜測布魯斯班克將被授予「諾薩勒頓伯爵」（Earl of Northallerton）頭銜相反，他在與王室成員結婚後並未被提升至貴族，符合近年來男性平民與公主結婚時不獲授頭銜的趨勢。
這對夫婦的第一個兒子奧古斯特·菲臘·霍克·布魯斯班克於2021年2月9日在倫敦的波特蘭醫院出生，而第二個兒子歐內斯特·喬治·朗尼·布魯斯班克則於2023年5月30日出生。

## 備注
1. ↑  第二代萊斯特伯爵托馬斯·科克（英语：Thomas Coke, 2nd Earl of Leicester）透過與朱莉安娜·惠特布雷德的第一次婚姻成為尤金妮公主的六代曾祖父，並透過與喬治安娜·卡文迪什的第二次婚姻成為布魯斯班克的高祖父。